# 28 d'Andròmeda
28 d'Andròmeda (28 Andromedae) és una estrella a la constel·lació d'Andròmeda. Té una magnitud aparent de 5,20.